# Kongregace pro katolickou výchovu
Kongregace pro katolickou výchovu (studijní instituty) (latinsky Congregatio de Institutione Catholica (de Studiorum Institutis)) byla součástí římské kurie. Jejím úkolem bylo dohlížet na "formaci těch, kdo jsou povoláni k posvátnému kněžství a také na rozvoj a řízení katolické výchovy" : stará se tedy především:
- o semináře a formační domy řeholních a sekulárních společností (s výjimkou těch, které spadají do kompetence kongregací pro evangelizaci národů a pro východní církve
- o papežské univerzity
- o univerzity, fakulty a formační ústavy, které závisejí na církvi (tj. církevní univerzity i katolické univerzity, fakulty a instituty)
- o všechny školy a formační instituty závislé na církevní autoritě.

## Historie
Kongregace, která se měla starat o římskou univerzitu a další známé univerzity byla založena pod názvem "Congregatio pro universitate studii romani" (Kongregace pro univerzitu římského studia) již papežem Sixtem V. roku 1588. Lev XII. roku 1824 vytvořil "Congregatio studiorum" (Kongregace pro studia) pro školy v papežském státě, která od roku 1870 začala spravovat všechny katolické univerzity. Roku 1915 papež Benedikt XV. zřídil kongregaci s titulem "Congregatio de Seminariis et Studiorum Universitatibus" (Kongregace pro semináře a univerzitní studia). Reforma římské kurie za Pavla VI. v roce 1967 znamenala změnu názvu na "S. Congregatio pro Institutione Catholica" (Posv. kongregace pro katolickou výchovu) a další rozšíření jejích kompetencí na katolické školy. Papež Jan Pavel II. jí v apoštolské konstituci Pastor Bonus z roku 1988 dal její současný název a potvrdil její kompetence. Při kongregaci existovalo Papežské dílo pro kněžská povolání.
Kongregace byla zrušena k 5. červnu 2022, kdy vstoupila v účinnost apoštolská konstituce Praedicate Evangelium a její kompetence byly přiděleny nově vzniklému Dikasteriu pro kulturu a vzdělávání.